# مستحرة متقلبة أليفة التعادل
مستحرة متقلبة أليفة التعادل (الاسم العلمي:Thermoproteus neutrophilus) هي نوع من العتائق يتبع جنس المستحرة المتقلبة من فصيلة المستحرية المتقلبة.